# Santo Domingo Zanatepec
Santo Domingo Zanatepec là một đô thị thuộc bang Oaxaca, México. Năm 2005, dân số của đô thị này là 10716 người.